# 怖い絵
『怖い絵』（こわいえ）は、作家中野京子による日本の美術書のシリーズ。
本項では、関連する美術展である「怖い絵」展（こわいえてん）についても記述する。

## 概要
2007年にシリーズ第1作が朝日出版社より刊行され、〈恐怖〉という切り口で、時代背景やモチーフの他、秘められたエピソードなどの知識に触れながら西洋の名画を読み解いた美術解説書、美術エッセイとして大きな反響を呼び、続々とシリーズ化、文庫化されている。著者の中野は、「絵画、とりわけ19世紀以前の絵は、神話や聖書、歴史、時代特有の常識などを知って初めて面白く感じられるものが多い」と述べている。

## シリーズ一覧
| タイトル                                                  | 単行本                                      | 文庫本                                    |
| --------------------------------------------------------- | ------------------------------------------- | ----------------------------------------- |
| 怖い絵                                                    | 2007年7月 朝日出版社 ISBN 978-4-255-00399-3 | 2013年7月 角川文庫 ISBN 978-4-04-100912-3 |
| 怖い絵 2 【文庫改題】怖い絵 泣く女篇                      | 2008年4月 朝日出版社 ISBN 978-4-255-00427-3 | 2011年7月 角川文庫 ISBN 978-4-04-394002-8 |
| 怖い絵 3 【文庫改題】怖い絵 死と乙女篇                    | 2009年6月 朝日出版社 ISBN 978-4-255-00480-8 | 2012年8月 角川文庫 ISBN 978-4-04-100439-5 |
| 新 怖い絵                                                 | 2016年7月 KADOKAWA ISBN 978-4-04-104642-5   | 2020年3月 角川文庫 ISBN 978-4-04-108980-4 |
| 怖い絵のひみつ。 「怖い絵」スペシャルブック               | 2017年7月 KADOKAWA ISBN 978-4-04-105388-1   |                                           |
| もっと知りたい「怖い絵」展 【文庫改題】展覧会の「怖い絵」 | 2019年11月 KADOKAWA ISBN 978-4-04-108751-0  | 2022年2月 角川文庫 ISBN 978-4-04-111893-1 |

## 「怖い絵」展
「怖い絵」展は、第1作が刊行されてから10周年を迎えたことを記念して2017年に開催された美術展である。本シリーズで取り上げられた作品を中心に、「恐怖」を主題とする約80点の油彩画や版画が展示された。中野京子が特別監修を務め、女優の吉田羊がナビゲーターと音声ガイドを務めた。2017年7月22日から9月18日まで兵庫県立美術館で、同年10月7日から12月17日まで上野の森美術館で開催され、兵庫展は27万1689人、東京展は41万4006人の来場者があった。小説家の宮部みゆきは、「怖いというコンセプトだけで幅広い作風の絵を集めているので、展覧会を4つか5つ分まとめて見たくらいの内容の濃さがある」と評している。

## 舞台「怖い絵」
2022年3月4日から21日まで東京・よみうり大手町ホール、3月24日から27日まで大阪・COOL JAPAN PARK OSAKA TTホールにて、原作を元に、謎多き絵画コレクターが、世の中の悪に罰を与えるという復讐執行人のダークヒーロー・ミステリーとして演劇化された。

### キャスト
- 絵田光（えだ ひかり） - 尾上松也
- 美山翼（みやま つばさ） - 比嘉愛未
- 剣緑（つるぎ みどり） - 佐藤寛太
- 鷹野雄二（たかの ゆうじ） - 崎山つばさ
- 火山武(ひやま たけし) - 寺脇康文

### スタッフ
- 作・演出：鈴木おさむ
- 監修：中野京子
- 美術：竹邊奈津子
- 照明：太田明希
- 音響：門田圭介
- 映像：浦島啓
- 衣装：大西理子
- ヘアメイク：望月光
- 演出助手：東七重、高松雪
- 舞台監督：田中翼
- 宣伝美術/宣伝写真：高宮紀徹
- 宣伝衣装：大西理子
- 宣伝ヘアメイク：望月光、清水智也
- 宣伝：る・ひまわり
- 制作：羽根有希乃、伊東大樹、三浦祐香、上野正人
- 制作助手：西川陽子
- プロデューサー：坂田佳弘、矢野浩之
- 主催【東京公演】：関西テレビ放送、サンライズプロモーション東京
- 主催【大阪公演】：関西テレビ放送
- 企画・製作：関西テレビ放送
- 制作協力：Soymilk Co.
- 運営協力【大阪公演】：キョードー